# Monika Selešová
Monika Selešová (srbsky: Monika Seleš/Моника Селеш, maďarsky: Szeles Mónika, anglicky Monica Seles, * 2. prosince 1973 Novi Sad) je bývalá jugoslávská a později americká profesionální tenistka, která se narodila maďarským rodičům v Jugoslávii. V roce 1994 obdržela americké občanství a začala reprezentovat Spojené státy americké. Na okruhu WTA Tour vyhrála padesát tři singlových a šest deblových turnajů, s 83% podílem vítězných utkání z dvouhry.
Mezi lety 1991–1996 byla světovou jedničkou ve dvouhře. V pěti obdobích na vrcholu strávila 178 týdnů, což ji zařadilo na 6. místo statistik. V letech 1991 a 1992 sezónu završila jako konečná jednička. Celkem vyhrála devět grandslamů ve dvouhře, z toho čtyřikrát Australian Open, třikrát French Open a dvakrát US Open. Třikrát také triumfovala na Turnaji mistryň.
Stala se také držitelkou několika věkových rekordů. Ve finále French Open 1990 zdolala světovou jedničku Steffi Grafovou, po odvrácení čtyř setbolů v tiebreaku úvodní sady, ve věku 16 let a 6 měsíců, což z ní učinilo nejmladšího šampiona Roland-Garros bez rozdílu soutěže i grandslamové dvouhry, rekordu překonaném Hingisovou roku 1997. Na newyorském WTA Tour Championships 1990 se po výhře nad Gabrielou Sabatini stala v 16 letech a 11 měsících nejmladší šampionkou Turnaje mistryň v historii. Finále představovalo první pětisetový zápas v ženském tenise od boje o titul na US Championships 1901. V 17 letech vystoupala 11. března 1991 na vrchol světového žebříčku WTA jako historicky nejmladší světová jednička bez rozdílu pohlaví. Rekord v březnu 1997 pak překonala Hingisová. Před dvacátým rokem života odehrála osm grandslamových finále, z nichž sedm vyhrála, což ji řadí na 2. místo statistik za Grafovou. Trofejí na French Open 1992 dosáhla na třetí titul v řadě jako první hráčka od Hilde Krahwinkelové Sperlingové z roku 1937. V sezóně 1992 se stala šestou tenistkou, která postoupila do všech čtyř finále majorů v jediném kalendářním roce.
Zlom ve sportovní kariéře nastal 30. dubna 1993 na hamburském turnaji Citizen Cup, kdy ji během tenisového zápasu napadl a nožem do zad poranil pomatený příznivec Steffi Grafové Günter Parche. Z psychického šoku se již nikdy plně nezotavila a v Německu nikdy více nestartovala. V tenisových dějinách šlo o ojedinělou násilnou událost. Na okruh se vrátila 15. srpna 1995 vítězným Rogers Cupem 1995. Před napadením na grandslamu vyhrála osm z devíti kariérních finále.
Profesionální kariéru oficiálně ukončila ve 34 letech v únoru 2008. Poslední turnaj však odehrála o pět let dříve na červnovém French Open 2003, kde na úvod podlehla Nadě Petrovové.
Jako jedna z prvních hráček doprovázela údery hlasitými zvukovými projevy. Inspirovala tak zavedení měřiče na wimbledonský centrkurt, který jí naměřil hladinu intenzity zvuku 92,3 decibelů odpovídající policejní píšťalce. Ve čtvrtfinále Wimbledonu 1992 si na její „hekání“ u hlavní rozhodčí stěžovala Tauziatová.
Ve věku jedenácti let se v roce 1985 stala Sportovkyní roku Jugoslávie. Ženská tenisová asociace ji v letech 1991 a 1992 vyhlásila Hráčkou roku, v roce 1990 se stala Hráčkou s největším zlepšením a v sezónách 1995 a 1998 obdržela cenu za Návrat roku. V letech 1991 a 1992 se také stala mistryní světa ITF. V červnu 2011 ji časopis Time zařadil mezi „30 ženských legend tenisu: Minulosti, přítomnosti a budoucnosti“. V roce 2009 byla přijata do Mezinárodní tenisové síně slávy. V období 1998–1999 zasedala v Hráčské radě WTA Tour.

## Týmové soutěže

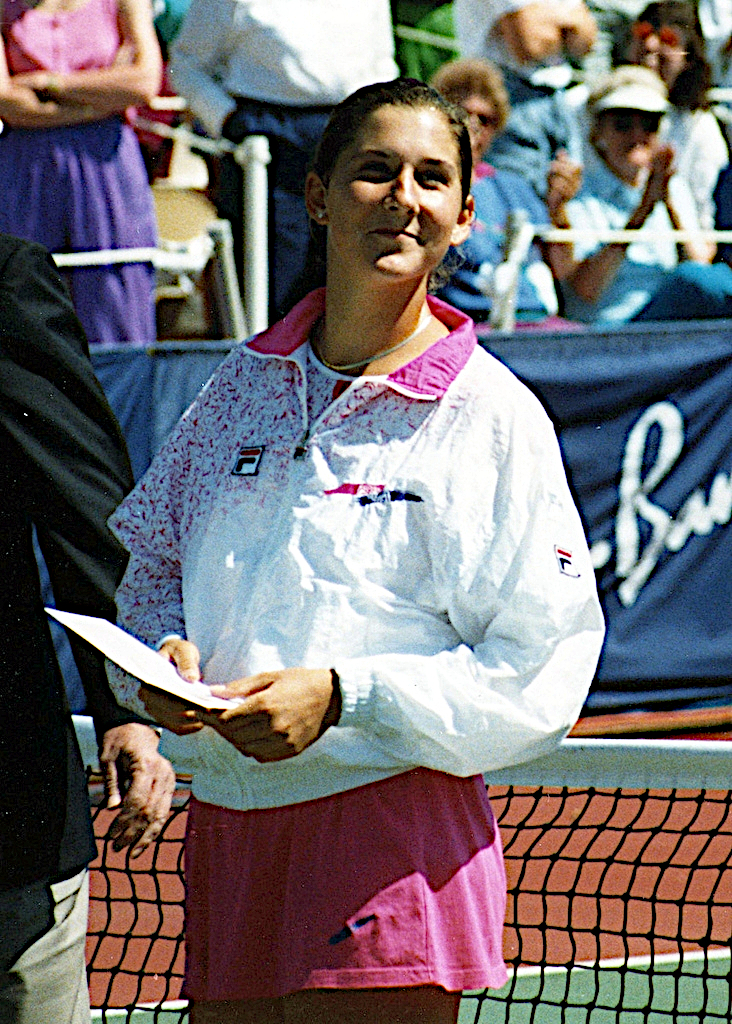
S trofejí pro poraženou finalistku v San Antoniu, březen 1991

V americkém fedcupovém týmu debutovala v roce 1996 semifinálem Světové skupiny proti Japonsku, v němž hladce vyhrála nad Dateovou i Sugijamovou. Američanky zvítězily 5:0 na zápasy. V následném finále se Španělskem porazila Martínezovou i Vicariovou a stala se poprvé členkou vítězného družstva. Podruhé Fed Cup vyhrála v roce 1999, kdy odehrála čtvrtfinále a semifinále. Třetí trofej přidala v sezóně 2000, kdy opět Američanky zdolaly Španělky 5:0 na zápasy. Ve finále zopakovala výhru nad Martínezovou. V soutěži nastoupila k deseti mezistátním utkáním s bilancí 15–2 ve dvouhře a 2–0 ve čtyřhře.
Spojené státy americké reprezentovala na Letních olympijských hrách 1996 v Atlantě, kde v ženské dvouhře startovala jako světová dvojka a nejvýše nasazená. Její cestu pavoukem ve čtvrtfinále ukončila světová šestka Jana Novotná v třísetovém dramatu, když o postupující rozhodl až závěr posledního dějství poměrem gemů 8–6. Zúčastnila se také sydneyských Her XXVII. olympiády. V singlové soutěži plnila roli turnajové trojky. V semifinále podlehla třetí hráčce žebříčku Venus Williamsové. V utkání o bronzovou medaili pak porazila 17letou světovou čtyřiatřicítku Jelenu Dokićovou, Australanku rovněž jugoslávského původu.
Na Hopmanově poháru si třikrát zahrála finále. Poprvé jako členka jugoslávské reprezentace v roce 1991 po boku Gorana Prpiće. V duelu proti Spojeným státům, které zastupovali Zina Garrisonová s Davidem Wheatonem, prohráli 0–3 na zápasy. Do Hopman Cupu 2001 nastoupila již v americkém výběru s Janem-Michaelem Gambillem. Z boje o titul odešli poraženi od švýcarského páru Martina Hingisová a Roger Federer 1–2 na zápasy. O rok později na Hopman Cupu 2002 zopakovala s Gambilem finálovou účast. Přestože otevřela duel proti Španělsku výhrou nad Arantxou Sánchezovou Vicariovou, Gambil následně podlehl Robredovi a Američané odešli poraženi i z rozhodujícího mixu.

## Soukromý život a začátek kariéry
Související informace také naleznete v sekci článku hamburského turnaje Napadení Selešové.
Narodila se roku 1973 v jugoslávském Novém Sadu do rodiny členů maďarské menšiny Eszter a Károlyho Selešových. Má staršího bratra Zoltána Seleše. V pěti letech začala hrát tenis s otcem, který pracoval jako karikaturista v denících Dnevnik a Magyar Szó. Jako její první trenér stál za málo praktikovaným obouručným stylem z forhendu i bekhendu V žákovské kategorii se trenérkou stala Jelena Genčićová. V devíti letech roku 1983 triumfovala na jugoslávském šampionátu mladších žákyň do 12 let. V sezóně 1984 ovládla mistrovství Evropy této věkové kategorie. V roce 1985, kdy jí bylo jedenáct let, vyhrála juniorský Orange Bowl kategorie 12letých ve floridském Miami. Upoutala tím pozornost vyhledávače talentů Nicka Bollettieriho. Na počátku roku 1986 pak odcestovala s bratrem na Floridu, kde začala trénovat v Bollettieriho Tenisové akademii. O devět měsíců později se za sourozenci přestěhovali rodiče. V akademii strávila dva roky intenzivní přípravy a poté se do ní vracela až do počátku profesionální dráhy, března 1990.

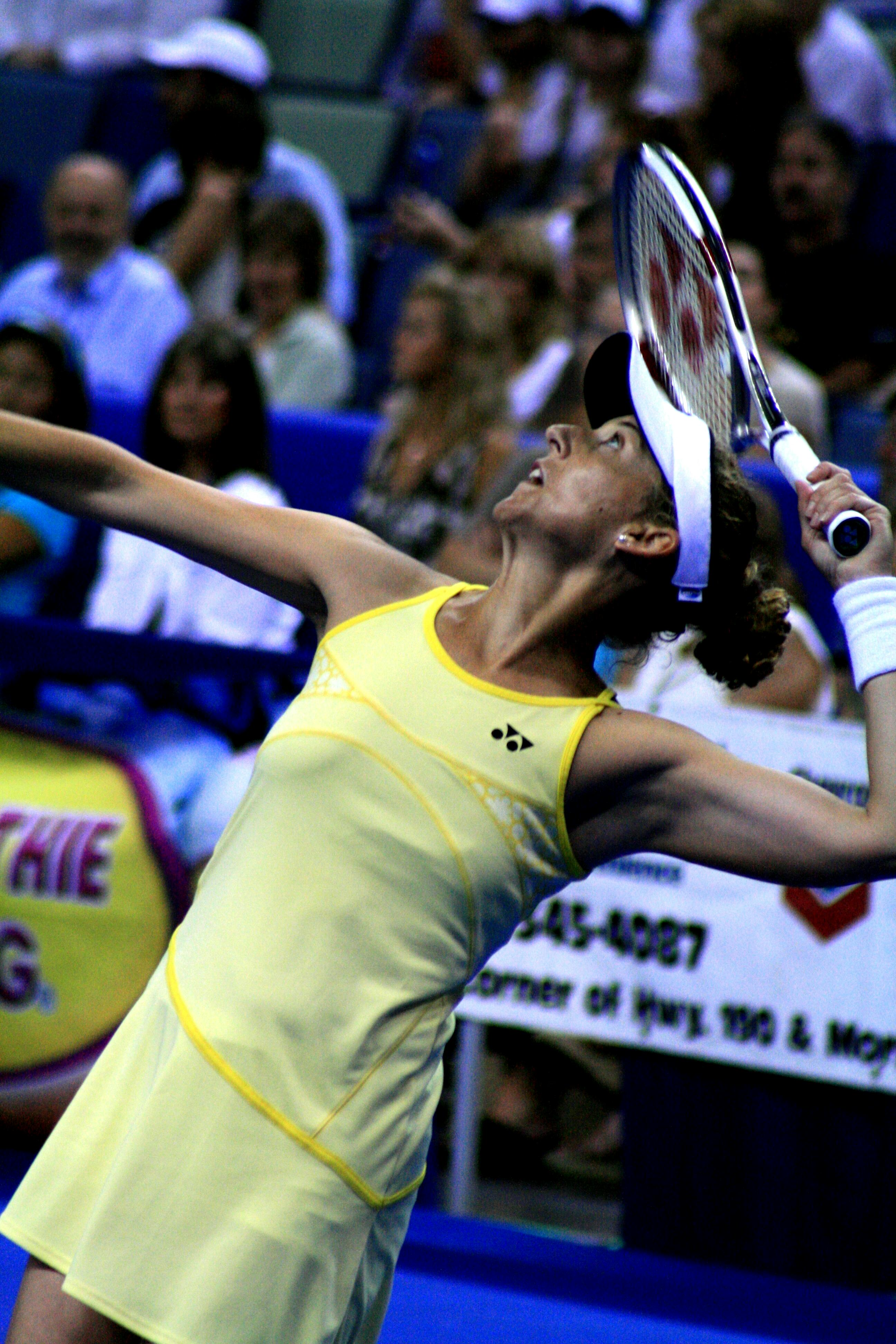
Podání na exhibici v New Orleans, 2007

Na profesionální okruh vstoupila ve čtrnácti letech, když v sezóně 1988 startovala na třech turnajích WTA Tour. První zápas odehrála 7. března 1988 na Virginia Slims of Florida v Boca Raton. V úvodním kole porazila Kanaďanku Helen Kelesiovou, ale poté podlehla Evertové. Plnohodnotnou profesionálkou se stala po překročení věku patnácti let v únoru 1989 na Virginia Slims of Washington, na němž prošla do semifinále. Premiérovou trofej pak vybojovala na dubnovém Virginia Slims of Houston 1989 po finálovém vítězství nad americkou světovou čtyřkou Chris Evertovou, která končila kariéru. První grandslamový start na pařížském French Open 1989 znamenal postup do semifinále, v němž nestačila na světovou jedničku Steffi Grafovou. Sezónu 1989 zakončila jako členka elitní světové desítky, na 6. místě žebříčku WTA. Americké občanství získala v procesu naturalizace v Miami 16. března 1994.
V dubnu 2009 vydala paměti Getting A Grip: On My Body, My Mind, My Self, popisující její životní příběh včetně depresivních stavů doprovázejících záchvatovité přejídání po napadení na turnaji v Hamburku, cestu zpět na dvorce, onkologické onemocnění otce, jemuž v květnu 1998 podlehl (tři týdny poté hrála finále French Open) a život za kulisami tenisu.
V roce 2009 navázala partnerský vztah s Tomem Golisanem, o 32 let starším americkým podnikatelem a filantropem. Zasnoubení proběhlo 5. června 2014 a následně se uskutečnil sňatek.
K roku 2015 se zasazovala o zvýšení povědomí léčby poruchy příjmu potravy, s pracovním závazkem u společnosti Shire Pharmaceuticals, vyrábějící lék na tuto poruchu. S Agassim, Woodsem, Gretzkym a dalšími se stala spolumajitelkou řetězce sportovně zaměřených restaurací All-Star Cafe.

## Sportovní vybavení a trenéři

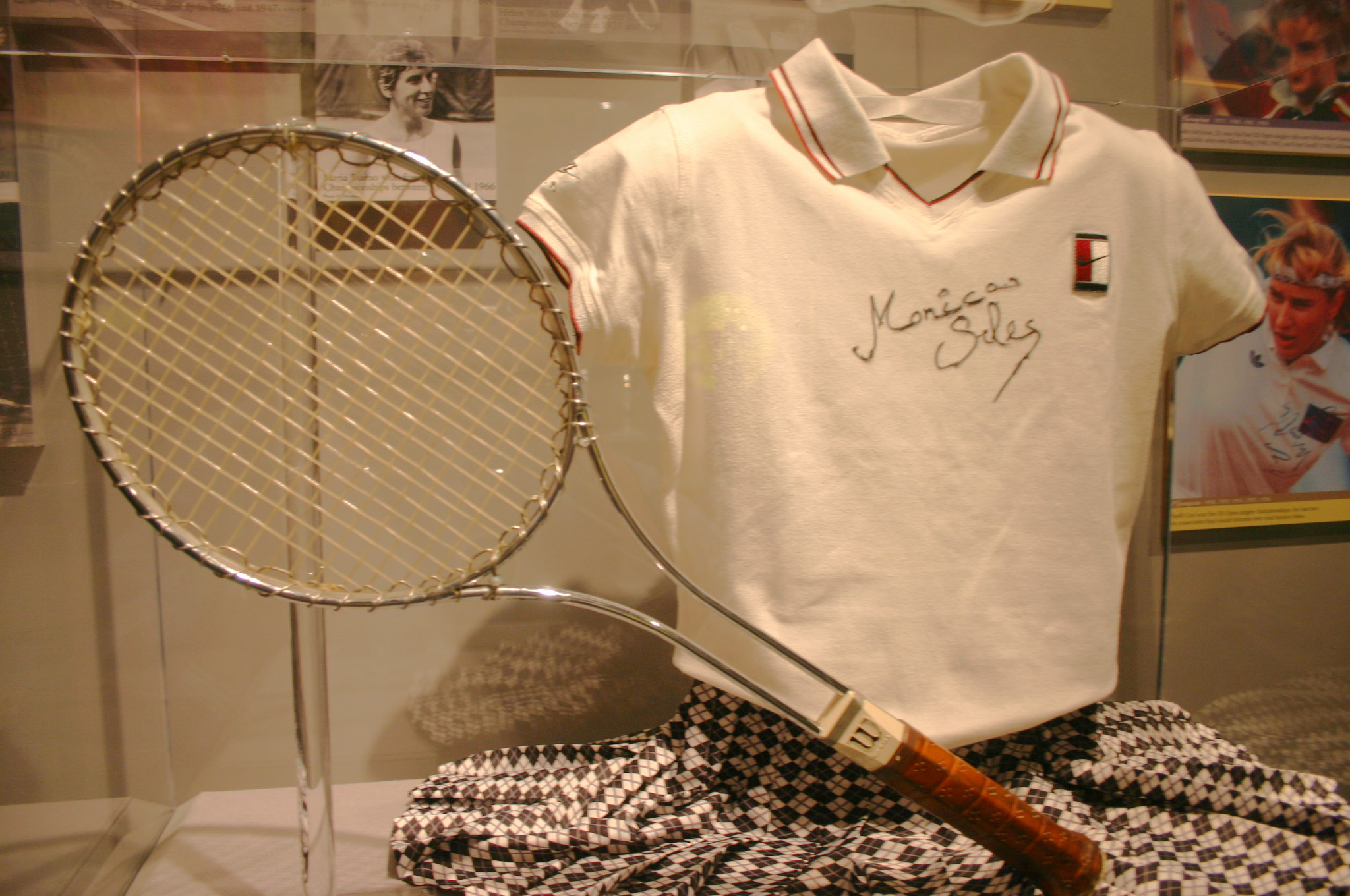
Triko a sukně Selešové z US Open 1995 (vedle Connorsovy rakety) v Mezinárodní tenisové síni slávy. Newyorským majorem se vrátila na grandslam po 28měsíční absenci způsobené napadením v Hamburku

Na počátku 90. let podepsala kontrakt v hodnotě čtyř milionů dolarů s italskou firmou Fila na tenisovou obuv a oděv. Na začátku kariéry hrála s grafitovou raketou Prince. V srpnu 1990 změnila značku za Yonex. Po obnovení kariéry v roce 1995 používala oblečení Nike. V závěru profesionální dráhy po roce 2000 nastupovala s typem rakety Yonex SRQ Ti-800 Pro Long.
Trenéři:
- Karoly Seleš (1979–1996)
- Jelena Genčić (1980–1986)
- Nick Bollettieri (1986–1991)
- Sven Groeneveld (1991–1992)
- Gavin Hopper (1997–1998)
- Bobby Banck (1999–2001)
- Mike Sell (2001–2002)
- David Nainkin (2003)

## Finále na Grand Slamu

### Ženská dvouhra: 13 (9–4)
| Stav       | rok  | turnaj              | povrch | soupeřka ve finále        | výsledek           |
| ---------- | ---- | ------------------- | ------ | ------------------------- | ------------------ |
| Vítězka    | 1990 | French Open         | antuka | Steffi Grafová            | 7–6(8–6), 6–4      |
| Vítězka    | 1991 | Australian Open     | tvrdý  | Jana Novotná              | 5–7, 6–3, 6–1      |
| Vítězka    | 1991 | French Open (2)     | antuka | Arantxa Sánchez Vicariová | 6–3, 6–4           |
| Vítězka    | 1991 | US Open             | tvrdý  | Martina Navrátilová       | 7–6(7–1), 6–1      |
| Vítězka    | 1992 | Australian Open (2) | tvrdý  | Mary Joe Fernandezová     | 6–2, 6–3           |
| Vítězka    | 1992 | French Open (3)     | antuka | Steffi Grafová            | 6–2, 3–6, 10–8     |
| Finalistka | 1992 | Wimbledon           | tráva  | Steffi Grafová            | 2–6, 1–6           |
| Vítězka    | 1992 | US Open (2)         | tvrdý  | Arantxa Sánchez Vicariová | 6–3, 6–3           |
| Vítězka    | 1993 | Australian Open (3) | tvrdý  | Steffi Grafová            | 4–6, 6–3, 6–2      |
| Finalistka | 1995 | US Open             | tvrdý  | Steffi Grafová            | 6–7(6–8), 6–0, 3–6 |
| Vítězka    | 1996 | Australian Open (4) | tvrdý  | Anke Huberová             | 6–4, 6–1           |
| Finalistka | 1996 | US Open             | tvrdý  | Steffi Grafová            | 5–7, 4–6           |
| Finalistka | 1998 | French Open         | antuka | Arantxa Sánchez Vicariová | 6–7(5–7), 6–0, 2–6 |

## Finále na Turnaji mistryň

### Dvouhra: 4 (3–1)
| Stav       | rok  | turnaj                                 | povrch      | soupeřka ve finále  | výsledek                |
| ---------- | ---- | -------------------------------------- | ----------- | ------------------- | ----------------------- |
| Vítězka    | 1990 | Virginia Slims Championships, New York | koberec (h) | Gabriela Sabatini   | 6–4, 5–7, 3–6, 6–4, 6–2 |
| Vítězka    | 1991 | Virginia Slims Championships, New York | koberec (h) | Martina Navrátilová | 6–4, 3–6, 7–5, 6–0      |
| Vítězka    | 1992 | Virginia Slims Championships, New York | koberec (h) | Martina Navrátilová | 7–5, 6–3, 6–1           |
| Finalistka | 2000 | Chase Championships, New York          | koberec (h) | Martina Hingisová   | 7–6(7–5), 4–6, 4–6      |

## Finále na okruhu WTA Tour
| Legenda                   |
| ------------------------- |
| D – dvouhra; Č – čtyřhra  |
| Grand Slam (9–4 D)        |
| Turnaj mistryň (3–1 D)    |
| Tier I (9–9 D; 3–1 Č)     |
| Tier II (22–15 D; 3–2 Č)  |
| Tier III, IV & V (10–3 D) |

### Dvouhra: 85 (53–32)
| Stav       | č.  | datum         | turnaj                                      | povrch      | soupeřka ve finále        | výsledek                |
| ---------- | --- | ------------- | ------------------------------------------- | ----------- | ------------------------- | ----------------------- |
| Vítězka    | 1.  | duben 1989    | Houston, Spojené státy                      | antuka      | Chris Evertová            | 3–6, 6–1, 6–4           |
| Finalistka | 1.  | září 1989     | Dallas, Spojené státy                       | koberec (h) | Martina Navrátilová       | 6–7(2–7), 3–6           |
| Finalistka | 2.  | říjen 1989    | Brighton, Velká Británie                    | koberec (h) | Steffi Grafová            | 5–7, 4–6                |
| Vítězka    | 2.  | březen 1990   | Key Biscayne, Spojené státy                 | tvrdý       | Judith Wiesnerová         | 6–1, 6–2                |
| Vítězka    | 3.  | duben 1990    | San Antonio, Spojené státy                  | tvrdý       | Manuela Malejevová        | 6–4, 6–3                |
| Vítězka    | 4.  | duben 1990    | Tampa, Spojené státy                        | antuka      | Katerina Malejevová       | 6–1, 6–0                |
| Vítězka    | 5.  | květen 1990   | Řím, Itálie                                 | antuka      | Martina Navrátilová       | 6–1, 6–1                |
| Vítězka    | 6.  | květen 1990   | Berlín, Německo                             | antuka      | Steffi Grafová            | 6–4, 6–3                |
| Vítězka    | 7.  | červen 1990   | French Open, Paříž, Francie                 | antuka      | Steffi Grafová            | 7–6(8–6), 6–4           |
| Vítězka    | 8.  | srpen 1990    | Los Angeles, Spojené státy                  | tvrdý       | Martina Navrátilová       | 6–4, 3–6, 7–6(8–6)      |
| Vítězka    | 9.  | listopad 1990 | Oakland, Spojené státy                      | koberec (h) | Martina Navrátilová       | 6–3, 7–6(7–5)           |
| Vítězka    | 10. | listopad 1990 | Turnaj mistryň, New York, Spojené státy     | koberec (h) | Gabriela Sabatini         | 6–4, 5–7, 3–6, 6–4, 6–2 |
| Vítězka    | 11. | leden 1991    | Australian Open, Melbourne, Austrálie       | tvrdý       | Jana Novotná              | 5–7, 6–3, 6–1           |
| Finalistka | 3.  | únor 1991     | Palm Springs, Spojené státy                 | tvrdý       | Martina Navrátilová       | 2–6, 6–7(2–7)           |
| Vítězka    | 12. | březen 1991   | Key Biscayne, Spojené státy (2)             | tvrdý       | Gabriela Sabatini         | 6–3, 7–5                |
| Finalistka | 4.  | březen 1991   | San Antonio, Spojené státy                  | tvrdý       | Steffi Grafová            | 4–6, 3–6                |
| Vítězka    | 13. | duben 1991    | Houston, Spojené státy (2)                  | antuka      | Mary Joe Fernandezová     | 6–4, 6–3                |
| Finalistka | 5.  | duben 1991    | Hamburk, Německo                            | antuka      | Steffi Grafová            | 5–7, 7–6(7–4), 3–6      |
| Finalistka | 6.  | květen 1991   | Řím, Itálie                                 | antuka      | Gabriela Sabatini         | 3–6, 2–6                |
| Vítězka    | 14. | červen 1991   | French Open, Paříž, Francie (2)             | antuka      | Arantxa Sánchez Vicariová | 6–3, 6–4                |
| Finalistka | 7.  | červenec 1991 | San Diego, Spojené státy                    | tvrdý       | Jennifer Capriatiová      | 6–4, 1–6, 6–7(2–7)      |
| Vítězka    | 15. | srpen 1991    | Los Angeles, Spojené státy (2)              | tvrdý       | Kimiko Dateová            | 6–3, 6–1                |
| Vítězka    | 16. | září 1991     | US Open, New York, Spojené státy            | tvrdý       | Martina Navrátilová       | 7–6(7–1), 6–1           |
| Vítězka    | 17. | září 1991     | Nichirei Championships, Tokio, Japonsko     | tvrdý       | Mary Joe Fernándezová     | 6–1, 6–1                |
| Vítězka    | 18. | říjen 1991    | Milán, Itálie                               | koberec (h) | Martina Navrátilová       | 6–3, 3–6, 6–4           |
| Finalistka | 8.  | listopad 1991 | Oakland, Spojené státy                      | koberec (h) | Martina Navrátilová       | 3–6, 6–3, 3–6           |
| Vítězka    | 19. | listopad 1991 | Filadelfie, Spojené státy                   | koberec (h) | Jennifer Capriatiová      | 7–5, 6–1                |
| Vítězka    | 20. | listopad 1991 | Turnaj mistryň, New York, Spojené státy (2) | koberec (h) | Martina Navrátilová       | 6–4, 3–6, 7–5, 6–0      |
| Vítězka    | 21. | leden 1992    | Australian Open, Melbourne, Austrálie (2)   | tvrdý       | Mary Joe Fernándezová     | 6–2, 6–3                |
| Vítězka    | 22. | únor 1992     | Essen, Německo                              | koberec (h) | Mary Joe Fernándezová     | 6–0, 6–3                |
| Vítězka    | 23. | březen 1992   | Indian Wells, Spojené státy                 | tvrdý       | Conchita Martínezová      | 6–3, 6–1                |
| Vítězka    | 24. | duben 1992    | Houston, Spojené státy (3)                  | antuka      | Zina Garrisonová          | 6–1, 6–1                |
| Vítězka    | 25. | duben 1992    | Barcelona, Španělsko                        | antuka      | Arantxa Sánchez Vicariová | 3–6, 6–2, 6–3           |
| Finalistka | 9.  | květen 1992   | Řím, Itálie                                 | antuka      | Gabriela Sabatini         | 5–7, 4–6                |
| Vítězka    | 26. | červen 1992   | French Open, Paříž, Francie (3)             | antuka      | Steffi Grafová            | 6–2, 3–6, 10–8          |
| Finalistka | 10. | červenec 1992 | Wimbledon, Londýn, Velká Británie           | tráva       | Steffi Grafová            | 5–7, 4–6                |
| Finalistka | 11. | srpen 1992    | Los Angeles, Spojené státy                  | tvrdý       | Martina Navrátilová       | 4–6, 2–6                |
| Finalistka | 12. | srpen 1992    | Toronto, Kanada                             | tvrdý       | Arantxa Sánchez Vicariová | 3–6, 6–4, 4–6           |
| Vítězka    | 27. | září 1992     | US Open, New York, Spojené státy (2)        | tvrdý       | Arantxa Sánchez Vicariová | 6–3, 6–3                |
| Vítězka    | 28. | září 1992     | Nichirei Championships, Tokio, Japonsko (2) | koberec (h) | Gabriela Sabatini         | 6–2, 6–0                |
| Vítězka    | 29. | listopad 1992 | Oakland, Spojené státy (2)                  | koberec (h) | Martina Navrátilová       | 6–3 6–4                 |
| Vítězka    | 30. | listopad 1992 | Turnaj mistryň, New York, Spojené státy (3) | koberec (h) | Martina Navrátilová       | 7–5, 6–3, 6–1           |
| Vítězka    | 31. | leden 1993    | Australian Open, Melbourne, Austrálie (3)   | tvrdý       | Steffi Grafová            | 4–6, 6–3, 6–2           |
| Vítězka    | 32. | únor 1993     | Chicago, Spojené státy                      | koberec (h) | Martina Navrátilová       | 3–6, 6–2, 6–1           |
| Finalistka | 13. | únor 1993     | Paříž, Francie                              | koberec (h) | Martina Navrátilová       | 3–6, 6–4, 6–7(3–7)      |
| Vítězka    | 33. | srpen 1995    | Toronto, Kanada                             | tvrdý       | Amanda Coetzerová         | 6–0, 6–1                |
| Finalistka | 14. | září 1995     | US Open, New York, Spojené státy            | tvrdý       | Steffi Grafová            | 6–7(6–8), 6–0, 3–6      |
| Vítězka    | 34. | leden 1996    | Sydney, Austrálie                           | tvrdý       | Lindsay Davenportová      | 4–6, 7–6(9–7), 6–3      |
| Vítězka    | 35. | leden 1996    | Australian Open, Melbourne, Austrálie (4)   | tvrdý       | Anke Huberová             | 6–4, 6–1                |
| Vítězka    | 36. | červen 1996   | Eastbourne, Velká Británie                  | tráva       | Mary Joe Fernándezová     | 6–0, 6–2                |
| Vítězka    | 37. | srpen 1996    | Montréal, Kanada                            | tvrdý       | Arantxa Sánchez Vicariová | 6–1, 7–6(7–2)           |
| Finalistka | 15. | září 1996     | US Open, New York, Spojené státy            | tvrdý       | Steffi Grafová            | 5–7, 4–6                |
| Vítězka    | 38. | září 1996     | Nichirei Championships, Tokio, Japonsko (3) | tvrdý       | Arantxa Sánchez Vicariová | 6–1, 6–4                |
| Finalistka | 16. | listopad 1996 | Oakland, Spojené státy (2)                  | koberec (h) | Martina Hingisová         | 2–6, 0–6                |
| Finalistka | 17. | březen 1997   | Key Biscayne, Spojené státy                 | tvrdý       | Martina Hingisová         | 2–6, 1–6                |
| Finalistka | 18. | duben 1997    | Charleston, Spojené státy                   | antuka (z)  | Martina Hingisová         | 6–3, 3–6, 6–7(5–7)      |
| Finalistka | 19. | květen 1997   | Madrid, Španělsko                           | antuka      | Jana Novotná              | 5–7, 1–6                |
| Finalistka | 20. | srpen 1997    | San Diego, Spojené státy (2)                | tvrdý       | Martina Hingisová         | 6–7(4–7), 4–6           |
| Vítězka    | 39. | srpen 1997    | Los Angeles, Spojené státy (3)              | tvrdý       | Lindsay Davenportová      | 5–7, 7–5, 6–4           |
| Vítězka    | 40. | srpen 1997    | Toronto, Kanada (3)                         | tvrdý       | Anke Huberová             | 6–2, 6–4                |
| Vítězka    | 41. | září 1997     | Toyota Princess Cup, Tokio, Japonsko        | tvrdý       | Arantxa Sánchez Vicariová | 6–1, 3–6, 7–6(7–5)      |
| Finalistka | 21. | červen 1998   | French Open, Paříž, Francie                 | antuka      | Arantxa Sánchez Vicariová | 6–7(5–7), 6–0, 2–6      |
| Vítězka    | 42. | srpen 1998    | Montréal, Kanada (4)                        | tvrdý       | Arantxa Sánchez Vicariová | 6–3, 6–2                |
| Vítězka    | 43. | září 1998     | Toyota Princess Cup, Tokio, Japonsko (2)    | tvrdý       | Arantxa Sánchez Vicariová | 4–6, 6–3, 6–4           |
| Finalistka | 22. | říjen 1998    | Moskva, Rusko                               | koberec (h) | Mary Pierceová            | 6–7(2–7), 3–6           |
| Vítězka    | 44. | duben 1999    | Amelia Island, Spojené státy                | antuka      | Ruxandra Dragomirová      | 6–2, 6–3                |
| Finalistka | 23. | srpen 1999    | Toronto, Kanada                             | tvrdý       | Martina Hingisová         | 4–6, 4–6                |
| Finalistka | 24. | září 1999     | Toyota Princess Cup, Tokio, Japonsko        | tvrdý       | Lindsay Davenportová      | 5–7, 6–7(1–7)           |
| Vítězka    | 45. | únor 2000     | Oklahoma City, Spojené státy                | tvrdý (h)   | Nathalie Dechyová         | 6–1, 7–6(7–3)           |
| Vítězka    | 46. | duben 2000    | Amelia Island, Spojené státy (2)            | antuka      | Conchita Martínezová      | 6–3, 6–2                |
| Vítězka    | 47. | květen 2000   | Řím, Itálie (2)                             | antuka      | Amélie Mauresmová         | 6–2, 7–6(7–4)           |
| Finalistka | 25. | srpen 2000    | San Diego, Spojené státy (3)                | tvrdý       | Venus Williamsová         | 0–6, 7–6(7–3), 3–6      |
| Finalistka | 26. | srpen 2000    | New Haven, Spojené státy (2)                | tvrdý       | Venus Williamsová         | 2–6, 4–6                |
| Finalistka | 27. | listopad 2000 | Turnaj mistryň, New York, Spojené státy     | koberec (h) | Martina Hingisová         | 7–6(7–5), 4–6, 4–6      |
| Vítězka    | 48. | únor 2001     | Oklahoma City, Spojené státy (2)            | tvrdý (h)   | Jennifer Capriatiová      | 6–3, 5–7, 6–2           |
| Finalistka | 28. | srpen 2001    | San Diego, Spojené státy (4)                | tvrdý       | Venus Williamsová         | 2–6, 3–6                |
| Finalistka | 29. | srpen 2001    | Los Angeles, Spojené státy                  | tvrdý       | Lindsay Davenportová      | 3–6, 5–7                |
| Vítězka    | 49. | září 2001     | Bahia, Brazílie                             | tvrdý       | Jelena Dokićová           | 6–3, 6–3                |
| Vítězka    | 50. | říjen 2001    | Tokio, Japonsko                             | tvrdý       | Tamarine Tanasugarnová    | 6–3, 6–2                |
| Vítězka    | 51. | říjen 2001    | Šanghaj, Čína                               | tvrdý       | Nicole Prattová           | 6–2, 6–3                |
| Finalistka | 30. | únor 2002     | Tokio, Japonsko                             | koberec (h) | Martina Hingisová         | 6–7(6–8), 6–4, 3–6      |
| Vítězka    | 52. | únor 2002     | Dauhá, Katar                                | tvrdý       | Tamarine Tanasugarnová    | 7–6(8–6), 6–3           |
| Vítězka    | 53. | květen 2002   | Madrid, Španělsko (2)                       | antuka      | Chanda Rubinová           | 6–4, 6–2                |
| Finalistka | 31. | únor 2003     | Tokio, Japonsko                             | koberec (h) | Lindsay Davenportová      | 7–6(8–6), 1–6, 2–6      |
| Finalistka | 32. | únor 2003     | Dubaj, Spojené arabské emiráty              | tvrdý       | Justine Heninová          | 6–4, 6–7(4–7), 5–7      |

### Čtyřhra: 9 (6–3)
| Stav       | č. | datum              | turnaj                     | povrch      | spoluhráčka           | soupeřky ve finále                       | výsledek           |
| ---------- | -- | ------------------ | -------------------------- | ----------- | --------------------- | ---------------------------------------- | ------------------ |
| Vítězka    | 1. | 13. května 1990    | Řím, Itálie                | antuka      | Helen Kelesiová       | Laura Garroneová Laura Golarsaová        | 6–3, 6–4           |
| Vítězka    | 2. | 31. března 1991    | San Antonio, Spojené státy | tvrdý       | Patty Fendicková      | Jill Hetheringtonová Kathy Rinaldiová    | 7–6(7–2), 6–2      |
| Vítězka    | 3. | 12. května 1991    | Řím, Itálie (2)            | antuka      | Jennifer Capriatiová  | Nicole Bradtkeová Elna Reinachová        | 7–5, 6–2           |
| Vítězka    | 4. | 10. května 1992    | Řím, Itálie (3)            | antuka      | Helena Suková         | Katerina Malejevová Barbara Rittnerová   | 6–1, 6–2           |
| Vítězka    | 5. | 21. září 1997      | Tokio, Japonsko            | tvrdý       | Ai Sugijamová         | Julie Halardová Chanda Rubinová          | 6–1, 6–0           |
| Finalistka | 1. | 9. listopadu 1997  | Chicago, Spojené státy     | koberec (h) | Lindsay Davenportová  | Alexandra Fusaiová Nathalie Tauziatová   | 3–6, 2–6           |
| Vítězka    | 6. | 27. září 1998      | Tokio, Japonsko (2)        | tvrdý       | Anna Kurnikovová      | Mary Joe Fernandezová Arantxa Sánchezová | 6–4, 6–4           |
| Finalistka | 2. | 15. listopadu 1998 | Filadelfie, Spojené státy  | koberec (h) | Nataša Zverevová      | Jelena Lichovcevová Ai Sugijamová        | 5–7, 6–4, 2–6      |
| Finalistka | 3. | 28. března 1999    | Miami, Spojené státy       | tvrdý       | Mary Joe Fernandezová | Martina Hingisová Jana Novotná           | 6–0, 4–6, 6–7(1–7) |

## Zápasy o olympijské medaile

### Ženská dvouhra: 1 (1 bronz)
| Medaile | č. | datum         | turnaj                  | povrch | soupeřka        | výsledek |
| ------- | -- | ------------- | ----------------------- | ------ | --------------- | -------- |
| Bronz   | 1. | 27. září 2000 | LOH – Sydney, Austrálie | tvrdý  | Jelena Dokićová | 6–1, 6–4 |

## Finále soutěží družstev: 5 (3–2)
| Výsledek   | č. | datum a místo konání                                         | povrch      | spoluhráči                                                | soupeři                                                                                      | skóre |
| ---------- | -- | ------------------------------------------------------------ | ----------- | --------------------------------------------------------- | -------------------------------------------------------------------------------------------- | ----- |
| Vítězka    | 1. | Hopman Cup 1991 4. ledna 1991 Perth, Austrálie               | tvrdý (h)   | Goran Prpić                                               | Spojené státy                                                                                | 3–0   |
| Vítězka    | 1. | Hopman Cup 1991 4. ledna 1991 Perth, Austrálie               | tvrdý (h)   | Goran Prpić                                               | Zina Garrisonová David Wheaton                                                               | 3–0   |
| Vítězka    | 2. | Fed Cup 1996 28.–29. září 1996 Atlantic City, Spojené státy  | koberec (h) | Lindsay Davenportová Mary Joe Fernandezová Linda Wildová  | Španělsko                                                                                    | 5–0   |
| Vítězka    | 2. | Fed Cup 1996 28.–29. září 1996 Atlantic City, Spojené státy  | koberec (h) | Lindsay Davenportová Mary Joe Fernandezová Linda Wildová  | Conchita Martínezová Arantxa Sánchez Vicariová Gala León Garcíaová Virginia Ruano Pascualová | 5–0   |
| Vítězka    | 3. | Fed Cup 2000 24.–25. listopadu 2000 Las Vegas, Spojené státy | koberec (h) | Lindsay Davenportová Jennifer Capriatiová Lisa Raymondová | Španělsko                                                                                    | 5–0   |
| Vítězka    | 3. | Fed Cup 2000 24.–25. listopadu 2000 Las Vegas, Spojené státy | koberec (h) | Lindsay Davenportová Jennifer Capriatiová Lisa Raymondová | Conchita Martínezová Arantxa Sánchez Vicariová Virginia Ruano Pascualová Magüi Sernaová      | 5–0   |
| Finalistka | 1. | Hopman Cup 2001 6. ledna 2001 Perth, Austrálie               | tvrdý (h)   | Jan-Michael Gambill                                       | Švýcarsko                                                                                    | 1–2   |
| Finalistka | 1. | Hopman Cup 2001 6. ledna 2001 Perth, Austrálie               | tvrdý (h)   | Jan-Michael Gambill                                       | Martina Hingisová Roger Federer                                                              | 1–2   |
| Finalistka | 2. | Hopman Cup 2002 5. ledna 2002 Perth, Austrálie               | tvrdý (h)   | Jan-Michael Gambill                                       | Španělsko                                                                                    | 1–2   |
| Finalistka | 2. | Hopman Cup 2002 5. ledna 2002 Perth, Austrálie               | tvrdý (h)   | Jan-Michael Gambill                                       | Arantxa Sánchez Vicariová Tommy Robredo                                                      | 1–2   |

## Historické rekordy
| Grand Slam                    | rok dosažení | popis rekordu                                               | sdílení | zdroj  |
| ----------------------------- | ------------ | ----------------------------------------------------------- | --- | ------ |
| Australian Open — French Open | 1990–1993    | 3 tituly v řadě na Australian Open a zároveň na French Open | zůstává sama | [ 1 ]  |
| Australian Open               | 1991         | titul při první účasti                                      | Virginia Wadeová | [ 1 ]  |
| Australian Open               | 1991–1999    | 33 vyhraných zápasů v řadě                                  | zůstává sama | [ 1 ]  |
| French Open                   | 1990         | nejmladší vítěz bez rozdílu soutěže (16 let a 6 měsíců)     | zůstává sama | [ 1 ]  |
| Grand Slam                    | 1991         | 100% zápasová úspěšnost (21–0) v jedné sezóně               | Margaret Courtová Billie Jean Kingová Chris Evertová Steffi Grafová Serena Williamsová                                     | [ 1 ]  |
| Grand Slam                    | 1992         | finalistka všech grandslamů v kalendářním roce              | Maureen Connollyová Margaret Courtová Chris Evertová Martina Navrátilová Steffi Grafová Martina Hingisová Justine Heninová | [ 22 ] |

## Chronologie výsledků na Grand Slamu a Turnaji mistryň

### Dvouhra
| Národnost →     | Jugoslávie | Jugoslávie | Jugoslávie | Jugoslávie | Jugoslávie | Jugoslávie | Jugoslávie | Spojené státy americké | Spojené státy americké | Spojené státy americké | Spojené státy americké | Spojené státy americké | Spojené státy americké | Spojené státy americké | Spojené státy americké | Spojené státy americké | Spojené státy americké | Spojené státy americké |
| Turnaj          | 1988       | 1989       | 1990       | 1991       | 1992       | 1993       | 1994       | 1995                   | 1996                   | 1997                   | 1998                   | 1999                   | 2000                   | 2001                   | 2002                   | 2003                   | V–P                    | SR                     |
| --------------- | ---------- | ---------- | ---------- | ---------- | ---------- | ---------- | ---------- | ---------------------- | ---------------------- | ---------------------- | ---------------------- | ---------------------- | ---------------------- | ---------------------- | ---------------------- | ---------------------- | ---------------------- | ---------------------- |
| Australian Open | A          | A          | A          | Vítěz      | Vítěz      | Vítěz      | A          | A                      | Vítěz                  | A                      | A                      | SF                     | A                      | QF                     | SF                     | 2R                     | 43–4                   | 4 / 8                  |
| French Open     | A          | SF         | Vítěz      | Vítěz      | Vítěz      | A          | A          | A                      | QF                     | SF                     | F                      | SF                     | QF                     | A                      | QF                     | 1R                     | 54–8                   | 3 / 11                 |
| Wimbledon       | A          | 4R         | QF         | A          | F          | A          | A          | A                      | 2R                     | 3R                     | QF                     | 3R                     | QF                     | A                      | QF                     | A                      | 30–9                   | 0 / 9                  |
| US Open         | A          | 4R         | 3R         | Vítěz      | Vítěz      | A          | A          | F                      | F                      | QF                     | QF                     | QF                     | QF                     | 4R                     | QF                     | A                      | 53–10                  | 2 / 12                 |
| výhry–prohry    | 0–0        | 11–3       | 13–2       | 21–0       | 27–1       | 7–0        | 0–0        | 6–1                    | 18–3                   | 11–3                   | 14–3                   | 16–4                   | 12–3                   | 7–2                    | 17–4                   | 1–2                    | 180–31                 | 9 / 40                 |
| Turnaj mistryň  | A          | QF         | Vítěz      | Vítěz      | Vítěz      | A          | A          | A                      | 4R                     | 4R                     | QF                     | A                      | F                      | A                      | QF                     | A                      | 18–6                   | 3 / 9                  |

| Legenda | Legenda                                   | Legenda | Legenda                     |
| ------- | ----------------------------------------- | ------- | --------------------------- |
| SR      | poměr vyhraných turnajů ku všem odehraným | W–L V–P | výhry–prohry                |
| NH      | daný rok se turnaj nekonal                | A       | turnaje se hráč nezúčastnil |
| 1Q / LQ | prohra v (kole) kvalifikace               | 1k / 1R | prohra v daném kole turnaje |
| QF / ČF | prohra ve čtvrtfinále                     | SF      | prohra v semifinále         |
| F       | prohra ve finále                          | Vítěz   | vítězství v turnaji         |